# 金阳路站 (南宁市)
金阳路站是南宁轨道交通4号线的地铁车站，位于中华人民共和国广西壮族自治区南宁市江南區那洪大道与金阳路交叉口，于2020年11月23日开通。

## 车站结构
金阳路站位于那洪大道与金阳路交叉口，沿那洪大道设置，呈东西走向，为地下两层岛式站台车站，车站长271米，标准段宽19.7米，车站地下一层为站厅层，地下二层为站台层，站台设置全高站台门。车站东侧设有一条单渡线。
| 地面              | 出入口 | A、B、C、D出入口                                                                                            |
| 地下一层          | 站厅   | 客服中心、自动售票机、验票机                                                                                |
| 地下二层          | 站台   | \| \| \| █ 4号线往洪运路（那洪立交） \| \| 島式 · 開左邊车门 \| \| \| \| \| \| █ 4号线往楞塘村（通源路） \| |
|                   |        | █ 4号线往洪运路（那洪立交）                                                                                 |
| 島式 · 開左邊车门 |        | |
|                   |        | █ 4号线往楞塘村（通源路）                                                                                   |

## 出入口
金阳路站共有4个出入口，各出口及周围设施如下所示：
| 编号                | 出入口信息 | 照片 | 无障碍设施 |
| ------------------- | --- | ---- | ---------- |
| A · 出口            | 那洪大道，金阳路，新希望锦官城                                                                                   |      | 不適用     |
| B · 出口 · （设有） | 那洪大道，金阳路，沛友路，合浦路，北海路，南宁经济技术开发区第三小学，南宁经济技术开发区第一初级中学，沛阳路小学 |      |            |
| C · 出口            | 那洪大道，金阳路，北海路，钦州路，南宁经济技术开发区第二小学                                                     |      | 不適用     |
| D · 出口 · （设有） | 那洪大道，金阳路，开平路，友谊路西二里，南宁市金阳路小学，南宁市碧翠园学校                                       |      |            |
| 图例： 设有         | |      |            |

## 接驳交通

### 公交车
- 金阳那洪路口：40路，W7路
- 那洪金阳路口：K96路

## 车站历史
本站工程名为那洪村站，正式站名为金阳路站，以车站横跨的金阳路命名。
- 2017年12月13日，车站主体结构封顶[2]。
- 2020年11月23日，车站随4号线首通段通车开通[1]。